# Народная партия за демократию и развитие
Народная партия за демократию и развитие (англ. People's Party for Democracy and Development) — социал-демократическая левохристианская политическая партия на Барбадосе, созданная 8 июня 2019 года Джозефом Атерли. С момента своего основания она стала основной оппозиционной партией в обеих палатах парламента Барбадоса, имея одно место в Палате собрания и два места в Сенате. Партия лишилась всех своих мест в обеих палатах парламента по результатам парламентских выборов прошедших в Барбадосе в 2022 году.

## История
Первоначальная группа возникла вскоре после парламентских выборов 2018 года, на которых Барбадосская лейбористская партия победила правящую Демократическую лейбористскую партию и получила все 30 мест в Палате собрания. В результате остались вакантными позиция лидера Оппозиции и два места, принадлежащие второй по величине партии в Сенате. 31 мая 2018 года Джозеф Атерли, который был избран от округа Западный Сент-Мишель, объявил, что покидает Барбадосскую лейбористскую партию, чтобы стать лидером Оппозиции, что позволило ему дать совет по назначению двух сенаторов от меньшинства. Он отклонил предложения о присоединении к Демократической лейбористской партии и решил действовать как независимый.
8 июня 2019 года Атерли публично учредил оппозиционную партию — Народную партию за демократию и развитие (НДП). Под лозунгом «Бог, рост и мир» партия характеризуется социал-демократической ориентацией. Атерли сообщил, что изначально партия была основана 1 ноября 2018 года.
На момент основания партии Атерли был единственным членом своей партии в Палате собрания, что автоматически сделало его лидером Оппозиции. Кристал Дрейкс и Касвелл Франклин представляют партию в Сенате.